# Надзвичайні і Повноважні Посли України в країнах Європи

Надзвичайні і Повноважні Посли України в країнах Європи

## Австрія
1. Яковлів Андрій Іванович (1918)
2. Липинський В'ячеслав Казимирович (1918—1919)
3. Сидоренко Григорій Микитович (1919—1921)
4. Залізняк Микола Кіндратович (1921)
5. Коцюбинський Юрій Михайлович (1921—1922)
6. Бесєдовський Григорій Зіновійович (1922—1923)
7. Костенко Юрій Васильович (1992—1994)
8. Макаревич Микола Петрович (1994—1999)
9. Огризко Володимир Станіславович (1999—2004)
10. Полурез Юрій Володимирович (2004—2005)
11. Єльченко Володимир Юрійович (2005—2007)
12. Костюк Вадим Валентинович (2007—2008) т.п.
13. Чорнобривко Євген Миколайович (2008—2010)
14. Березний Андрій Вікторович (2010—2014)
15. Щерба Олександр Васильович (2014[1]—2021)
16. Химинець Василь Васильович (2021-)

## Азербайджан
1. Гірченко Володимир (1918)
2. Красковський Іван Гнатович (1919)
3. Алексенко Борис Григорович (1996—2004)
4. Юрченко Анатолій Петрович (2004—2005)
5. Кизима Ігор Володимирович (2005)
6. Волковецький Степан Васильович (2005—2008)
7. Климчук Борис Петрович (2008—2010)
8. Блащук Мирослав Тарасович (2010—2011)
9. Міщенко Олександр Павлович (2011—2018)
10. Каневський Владислав Володимирович (2019—2024)
11. Гусєв Юрій Веніамінович (2024-)

## Албанія
1. Сергєєв Юрій Анатолійович (1999—2000), за сумісництвом
2. Кальник Віктор Мартинович (2002—2005), за сумісництвом
3. Цибух Валерій Іванович (2006—2010), за сумісництвом
4. Шкуров Володимир Анатолійович (2010—2012), за сумісництвом
5. Побережний Володимир Іонович (2012—2015[2]), з резиденцією в Тирані
6. Шкуров Володимир Анатолійович (2020-)

## Андорра
1. Тараненко Олександр Сергійович (1998—2004)
2. Власенко Олег Вікторович (2004—2006) т.п.
3. Щерба Анатолій Анатолійович (2006—2012)
4. Красільчук Володимир Ярославович (2012) т.п.
5. Погорельцев Сергій Олексійович (2013—2015; 2021-2025)[3][4]

## Бельгія
1. Левицький Дмитро (1918)
2. Яковлів Андрій Іванович (1919—1921)
3. Василенко Володимир Андрійович (1992—1995)
4. Тарасюк Борис Іванович (1995—1998)
5. Грищенко Костянтин Іванович (1998—2000)
6. Хандогій Володимир Дмитрович (2000—2005)
7. Коваль Ярослав Григорович (2005—2008)
8. Бершеда Євген Романович (2008—2010)
9. Долгов Ігор Олексійович (2010—2015)
10. Точицький Микола Станіславович (2016—2021)
11. Сорочик Олександр Юрійович (2021) т.п.
12. Пивоваров Єгор Юрійович (2021) т.п.
13. Аношина Наталія-Тереза Юріївна (2022—2025) т.п.
14. Мельник Ярослав Володимирович (2025—)[5]

## Білорусь
1. Желіба Володимир Іванович (1992—1998)
2. Дронь Анатолій Андрійович (1998—2003)
3. Шаповал Петро Дмитрович (2003—2005)
4. Наливайченко Валентин Олександрович (2005—2006)
5. Ліховий Ігор Дмитрович (2006—2010)
6. Безсмертний Роман Петрович (2010—2011)
7. Сосюра Олександр Васильович (2011)[6] т.п.
8. Тихонов Віктор Миколайович (2011—2012)
9. Якубов Віктор Марсумович (2012—2013) т.п.
10. Єжель Михайло Броніславович (2013—2015[7])
11. Джигун Валерій Миколайович (2015—2017) т.п.
12. Кизим Ігор Юрійович (2017—2023)
13. Тімуш Ольга Володимирівна (2023—2025) т.п.
14. Новицький Іван Федорович (2025—) т.п.

## Болгарія
1. Шелудько Дмитро Ілліч (1918) т.п.[8][9]
2. Шульгин Олександр Якович (1918)
3. Шульга Федір Григорович (1919) т.п.
4. Василь Драгомирецький (1919—1921) т.п.
5. Мацієвич Костянтин Андріанович (1921—1923)
6. Воробйов Олександр Костянтинович (1993—1998)
7. Похвальський В'ячеслав Володимирович (1998—2004)
8. Рилач Юрій Олександрович (2004—2006)
9. Непоп Любов Василівна (2006—2007) т.п.
10. Кальник Віктор Мартинович (2007—2011)
11. Балтажи Микола Федорович (2011—2018)
12. Москаленко Віталій Анатолійович (2018—2022)
13. Ілащук Олеся Костянтинівна (з 2022)[10]

## Боснія та Герцеговина
1. Шостак Анатолій Миколайович (1997—2002)
2. Кирик Віктор Андрійович (2002—2006)
3. Лубківський Маркіян Романович (2007—2009)
4. Левченко Олександр Михайлович (2011—2017)
5. Кирилич Василь Петрович (2020—2025)[11][12]
6. Бачинський Володимир Михайлович (2025—)[13]

## Ватикан
1. Тишкевич Михайло Станіславович (1919)
2. Франц Ксаверій Бонн (1919—1921)
3. Ковальська Ніна Климівна (1998—2003)
4. Хоружий Григорій Фокович (2004—2006)
5. Іжевська Тетяна Іванівна (2006—2019)
6. Юраш Андрій Васильович (2021-)

## Велика Британія
1. Стаховський Микола Ананійович (1919)
2. Марґолін Арнольд Давидович (1919—1921)
3. Олесницький Ярослав Іванович (1921—1923)
4. Смаль-Стоцький Роман Степанович (1923—1924)
5. Комісаренко Сергій Васильович (1992—1997)
6. Василенко Володимир Андрійович (1997—2002)
7. Мітюков Ігор Олександрович (2002—2005)
8. Харченко Ігор Юрійович (2005—2010)
9. Хандогій Володимир Дмитрович (2010—2014)
10. Кузьменко Андрій Михайлович (2014) т.п.
11. Кизим Ігор Юрійович (2014—2015) т.п.
12. Галібаренко Наталія Миколаївна (2015—2020)[14]
13. Пристайко Вадим Володимирович (2020—2023)
14. Залужний Валерій Федорович (з 9 травня 2024)[15]

## Вірменія
1. Хименко Григорій Микитович (1917—1918), український комісар на Закавказзі
2. Гірченко Володимир Платонович (1918—1919), представник Закавказького українського комісара у Вірменії.
3. Красковський Іван Гнатович (1919—1921), голова дипломатичної місії на Кавказі[16].
4. Божко Олександр Іванович (1996—2001), посол
5. Тягло Володимир Миколайович (2002—2005), посол
6. Божко Олександр Іванович (2005—2010), посол
7. Кухта Іван Петрович (2010—2015), посол
8. Загородний Іван Максимович (2015—2016), тимчасовий повірений
9. Піхуля Вадим Григорович (2016—2017), тимчасовий повірений
10. Автономов Денис Леонідович (2017—2018), тимчасовий повірений
11. Литвин Петро Михайлович (2018[17]—2019), посол
12. Автономов Денис Леонідович (2019), тимчасовий повірений
13. Кулеба Іван Дмитрович (2019—2021), посол
14. Сенченко Олександр Анатолійович (2022—2023), тимчасовий повірений
15. Гончар Віктор Васильович (2023), тимчасовий повірений
16. Лобач Валерій Васильович (2023—), тимчасовий повірений

## Греція
1. Матушевський Федір Павлович (1918)
2. Левицький Модест Пилипович (1919—1921)
3. Корнєєнко Борис Іванович (1993—1997)
4. Сергєєв Юрій Анатолійович (1997—2000)
5. Кальник Віктор Мартинович (2001—2005)
6. Цибух Валерій Іванович (2005—2010)
7. Шкуров Володимир Анатолійович (2010—2016)
8. Косенко Наталія Євгенівна (2016—2018) т.п.
9. Шутенко Сергій Олександрович (2018—2023)
10. Ляшенко Володимир Олександрович (2023-) т.п.

## Грузія
1. Хименко Григорій Микитович (1917—1918), український комісар у Тифлісі
2. Красковський Іван Гнатович (1919—1921), голова дипломатичної місії на Кавказі[18].
3. Касьяненко Анатолій Іванович (1993—1997)
4. Волковецький Степан Васильович (1998—2003)
5. Спис Микола Михайлович (2003—2009)
6. Цибенко Василь Григорович (2009—2015)
7. Назаров Георгій Павлович (2015—2017) т.п.
8. Долгов Ігор Олексійович (2017—2022)
9. Касьянов Андрій Юрійович (2022—2023) т.п.
10. Шульга Олександр Васильович (2023—2024) т.п.[19]
11. Харишин Михайло Володимирович (2024) т.п.[20]
12. Колотилова Тетяна Миколаївна (2024-) т.п.

## Данія
1. Левицький Дмитро Павлович (1919—1921)
2. Масик Костянтин Іванович (1992—1995)
3. Рибак Олексій Миколайович (1995—1997) т.п.
4. Яковенко Василь Адамович (1997) т.п.
5. Подолєв Ігор Валентинович (1997—1999)
6. Сліпченко Олександр Сергійович (1999—2002)
7. Зарудна Наталія Миколаївна (2004—2008)
8. Полуніна Олена Борисівна (2008—2009) т.п.
9. Рябікін Павло Борисович (2009—2010)
10. Скуратовський Михайло Васильович (2010—2014[21])
11. Бірюченко Андрій Олександрович (2014—2015) т.п.
12. Владимиров Артем Олександрович (2015—2018) т.п.
13. Видойник Михайло Михайлович (2018—2023)[22]
14. Яневський Андрій Сергійович (2023-)

## Естонія
1. Кедровський Володимир Іванович (1919—1921)
2. Голіцинський Євген Миколайович (1921)
3. Терлецький Євген Петрович (1921—1923)
4. Гладуш Віктор Дмитрович (1992—1993)
5. Олененко Юрій Олександрович (1993—1999)
6. Макаревич Микола Петрович (1999—2005)
7. Кір'яков Павло Олексійович (2005—2010)
8. Решетняк Володимир Миколайович (2010) т.п.
9. Крижанівський Віктор Володимирович (2010—2017)
10. Беца Мар'яна Олександрівна (2018—2023)
11. Кононенко Максим Олексійович (2023-2025)[23][24][25]
12. Боєчко Володимир Васильович (2025—)[26]

## Ірландія
1. Комісаренко Сергій Васильович (1995—1998)
2. Василенко Володимир Андрійович (1998—2002)
3. Перелигін Євген Юрійович (2004—2006)
4. Єфремова Ірина Анатоліївна (2006—2008) т.п.
5. Базилевський Борис Миколайович (2008—2010)
6. Рева Сергій Вікторович (2010—2015)
7. Герасько Лариса Анатоліївна (2021-)

## Ісландія
1. Подолєв Ігор Валентинович (1997—2001)
2. Сардачук Петро Данилович (2002—2003)
3. Майданник Олександр Іванович (2004—2007)
4. Дещиця Андрій Богданович (2007—2014)
5. Олефіров Андрій Володимирович (2016—2019)
6. Діброва Ольга Олександрівна (2021-2025)
7. Видойник Михайло Михайлович (2025-) (в.о.)

## Іспанія
1. Гнєдих Олександр Іванович (1995—1997)
2. Тараненко Олександр Сергійович (1997—2004)
3. Власенко Олег Вікторович (2004—2006) т.п.
4. Щерба Анатолій Анатолійович (2006—2012)
5. Красільчук Володимир Ярославович (2012) т.п.
6. Погорельцев Сергій Олексійович (2012—2016)
7. Щерба Анатолій Анатолійович (2016—2020)
8. Погорельцев Сергій Олексійович (2020—2025)[27][28]
9. Соколовська Юлія Сергіївна (2025—)[29]

## Італія
1. Антонович Дмитро Володимирович (1919)
2. Голубович Всеволод Олександрович (1919)
3. Орел Анатолій Костянтинович (1992—1997)
4. Євтух Володимир Борисович (1997—1999)
5. Гудима Борис Миколайович (1999—2004)
6. Орел Анатолій Костянтинович (2004—2005)
7. Чернявський Георгій Володимирович (2005—2012)
8. Перелигін Євген Юрійович (2012—2020)
9. Мельник Ярослав Володимирович (2020—2025)[30][31]

## Кіпр
1. Марков Дмитро Юхимович (1999—2002)
2. Гуменюк Борис Іванович (2003—2007)
3. Дем'янюк Олександр Павлович (2007—2012)
4. Гуменюк Борис Іванович (2012—2019)
5. Сіренко Наталія Юріївна (2019—2020) т.п.
6. Німчинський Руслан Михайлович (2020—2025)[32][33][34]
7. Ніжинський Сергій Сергійович (2025—)[35]

## Латвія
1. Голіцинський Євген Миколайович (1919)
2. Кедровський Володимир Іванович (1919—1921)
3. Терлецький Євген Петрович (1921—1923)
4. Гладуш Віктор Дмитрович (1992—1993), посол
5. Чорний Володимир Лазарович (1993—1997)[36], т.п.
6. Михайловський Віктор Іванович (1997—2003)
7. Жовтенко Валерій Тимофійович (2003—2004)
8. Янків Мирон Дмитрович (2004—2005)
9. Чілачава Рауль Шалвович (2005—2010)
10. Кушнір Олександр Адольфович (2010—2011)[37] т.п.
11. Олійник Анатолій Тимофійович (2011—2014)
12. Козлов Андрій Олександрович (2014—2015)[38] т.п.
13. Перебийніс Євген Петрович (2015[39]—2017[40])
14. Подоляк Аліса Олександрівна (2017—2019) т.п.
15. Міщенко Олександр Павлович (2019—2022), посол
16. Куцевол Анатолій Анатолійович (2022-)

## Литва
1. Мужиловський Силуян Андрійович (1649)
2. Кедровський Володимир Іванович (1919—1921)
3. Паращук Михайло Іванович (1921)
4. Терлецький Євген Петрович (1921—1923)
5. Білодід Ростислав Митрофанович (1992—1999), посол
6. Зайчук Валентин Олександрович (2000—2001)
7. Деркач Микола Іванович (2001—2004)
8. Климчук Борис Петрович (2004—2008)
9. Прокопчук Ігор Васильович (2008—2010)
10. Попик Сергій Дмитрович (2010—2011) т.п.
11. Жовтенко Валерій Тимофійович (2011—2015)
12. Яценківський Володимир Володимирович (2015—2021)
13. Бешта Петро Петрович (2022—2024)
14. Нікітченко Ольга Юріївна (2024-)

## Ліхтенштейн
1. Ковальська Ніна Климівна (1998—2000)
2. Бершеда Євген Романович (2000—2003)
3. Станік Сюзанна Романівна (2003—2004)
4. Юхимович Остап Ігорович (2004—2008)
5. Дір Ігор Юрійович (2008—2014)
6. Рибченко Артем Сергійович (2021—2022)
7. Венедіктова Ірина Валентинівна (2023-)

## Люксембург
1. Василенко Володимир Андрійович (1992—1995)
2. Тарасюк Борис Іванович (1995—1998)
3. Грищенко Костянтин Іванович (1998—2000)
4. Хандогій Володимир Дмитрович (2000—2005)
5. Коваль Ярослав Григорович (2006—2009)
6. Бершеда Євген Романович (2009—2010)
7. Долгов Ігор Олексійович (2010—2015)
8. Точицький Микола Станіславович (2016—2021)
9. Аношина Наталія-Тереза Юріївна т.п.

## Північна Македонія
1. Похвальський В'ячеслав Володимирович (1999—2000)
2. Москаленко Віталій Анатолійович (2000—2001) т.п.
3. Кір'яков Павло Олексійович (2001—2003)
4. Толкач Володимир Сергійович (2003—2004) т.п.
5. Шовкопляс Олексій Володимирович (2004—2005)
6. Москаленко Віталій Анатолійович (2005—2009)
7. Гончарук Юрій Олексійович (2009—2016)
8. Задорожнюк Наталія Іванівна (2017—2022)
9. Дір Лариса Володимирівна (2022-)

## Мальта
1. Орел Анатолій Костянтинович (1992—1997)
2. Євтух Володимир Борисович (1997—1999)
3. Гудима Борис Миколайович (2000—2004)
4. Орел Анатолій Костянтинович (2004—2005)
5. Чернявський Георгій Володимирович (2005-2012)
6. Перелигін Євген Юрійович (2013—2020)
7. Мельник Ярослав Володимирович (2021-2025)[41][42]

## Молдова
1. Мужиловський Силуян Андрійович (1649)
2. Джалалій Филон Прокопович (1650)
3. Бойко Віталій Федорович (1993—1994), посол
4. Левицький Євген Вікторович (1994—1996) т.п.
5. Гнатишин Іван Миколайович (1996—2000)
6. Рендюк Теофіл Георгійович (2000) т.п.
7. Чалий Петро Федорович (2000—2007)
8. Пирожков Сергій Іванович (2007—2014)
9. Алтухов Геннадій Валентинович (2014—2015) т.п.
10. Гнатишин Іван Миколайович (2015—2019)
11. Шевченко Марко Олександрович (2019—2024)
12. Сіренко Наталія Юріївна (2024—2025) т.п.
13. Роговей Паун Аурелович (2025—)

## Монако
1. Тимошенко Костянтин Володимирович (2008—2010)
2. Купчишин Олександр Михайлович (2011—2014)
3. Омельченко Вадим Володимирович (2021-)

## Нідерланди
1. Яковлів Андрій Іванович (1919—1921)
2. Василенко Володимир Андрійович (1992—1995), посол
3. Тарасюк Борис Іванович (1995—1998)
4. Грищенко Костянтин Іванович (1998—2000)
5. Хандогій Володимир Дмитрович (2000—2002)
6. Марков Дмитро Юхимович (2002—2005)
7. Купчишин Олександр Михайлович (2005—2008)
8. Корзаченко Василь Григорович (2008—2010)
9. Квас Ілля Євгенович (2010—2011) т.п.
10. Горін Олександр Олегович (2011—2017)
11. Ченцов Всеволод Валерійович (2017—2021)
12. Кононенко Максим Олексійович (2021—2022)
13. Карасевич Олександр Олександрович (2023—2024)
14. Костін Андрій Євгенович (2025—)[43]

## Німеччина
1. Севрюк Олександр Олександрович (1918) т.п.
2. Козій Омелян (1918) т.п.
3. Штейнгель Федір Рудольфович (1918), посол
4. Порш Микола Володимирович (1918—1920), посол
5. Смаль-Стоцький Роман Степанович (1920—1923), посол
6. Василько Микола Миколайович (1923) т.п.
7. Ауссем Володимир Християнович (1921—1923), представник
8. Пісковий Іван Миколайович (1992—1994), посол
9. Костенко Юрій Васильович (1994—1997), посол
10. Пономаренко Анатолій Георгійович (1997—2003), посол
11. Фареник Сергій Анатолійович (2003—2005), посол
12. Балтажи Микола Федорович (2005—2006) т.п.
13. Долгов Ігор Олексійович (2006—2008), посол
14. Чорнобривко Євген Миколайович (2008) т.п.
15. Зарудна Наталія Миколаївна (2008—2011), посол
16. Химинець Василь Васильович (2011—2012) т.п.
17. Клімкін Павло Анатолійович (2012—2014), посол
18. Химинець Василь Васильович (2014) т.п.
19. Мельник Андрій Ярославович[44] (2014—2022), посол
20. Макеєв Олексій Сергійович (2022-)

## Норвегія
1. Антонович Дмитро Володимирович (1918)
2. Баженов Борис Петрович (1918)
3. Лоський Костянтин Володимирович (1918—1920)
4. Масик Костянтин Іванович (1992—1997)
5. Подолєв Ігор Валентинович (1998—1999)
6. Сліпченко Олександр Сергійович (1999—2002)
7. Назаров Георгій Павлович (2001—2004) т.п.
8. Сагач Ігор Михайлович (2004—2008)
9. Цвєтков Олександр Глібович (2008—2011)
10. Пантус Віталій Васильович (2011—2012) т.п.
11. Оніщенко Юрій Володимирович (2012—2014)
12. Грабовецький Олег Васильович (2014) т.п.
13. Яцюк Вячеслав Вікторович (2016—2022)
14. Гончаревич Лілія Георгіївна (2022—2023) т.п.
15. Головченко Ігор Володимирович (2023-) т.п.
16. Гавриш Олексій Петрович (2025—)

## Польща
1. Карпинський Олександр Михайлович (1918)
2. Лівицький Андрій Миколайович (1919—1920)
3. Хургін Ісай Якович (1920)
4. Логановський Мечислав Антонович (1921)
5. Шумський Олександр Якович (1921—1922)
6. Бесєдовський Григорій Зіновійович (1922—1923)
7. Капка Дмитро Леонтійович (1923—1924)
8. Старак Теодозій Васильович (1991)
9. Шевчук Анатолій Анатолійович (1991—1992)
10. Удовенко Геннадій Йосипович (1992—1994)
11. Сардачук Петро Данилович (1994—1998)
12. Павличко Дмитро Васильович (1999—2002)
13. Никоненко Олександр Миколайович (2002—2003)
14. Харченко Ігор Юрійович (2003—2005)
15. Моцик Олександр Федорович (2005—2010)
16. Мальський Маркіян Зіновійович (2010—2014[45])
17. Каневський Владислав Володимирович (2014) т.п.
18. Дещиця Андрій Богданович (2014—2022)[46], посол
19. Зварич Василь Богданович (2022—2024)[47]
20. Шепеляк Роман Миронович (2024) т.п.
21. Боднар Василь Миронович (2024-)[48]

## Португалія
1. Зленко Анатолій Максимович (1998—2000), посол
2. Тимошенко Костянтин Володимирович (2001—2005)
3. Троненко Ростислав Володимирович (грудень 2005 — травень 2010)
4. Никоненко Олександр Миколайович (жовтень 2010 — березень 2014[49])
5. Третяк Леонід Олександрович (30 квітня 2014 — 19 жовтня 2015) т.п.
6. Огнівець Інна Василівна (19 жовтня 2015[50] — 24 червня 2022[51])
7. Козлов Володимир Іванович (4 жовтня 2022 — 2023), т.п.
8. Михайленко Марина Юріївна (з 21 лютого 2023[52])

## Росія
1. Мужиловський Силуян Андрійович (1649), посол
2. Вешняк Федір Якубович (1649), посол
3. Стебницький Петро Януарович (1917), комісар у справах України при Тимчасовому Уряді Росії
4. Веселовський Сергій Феофанович (1918), генеральний консул Української Держави у Петрограді
5. Шелухін Сергій Павлович (1918), голова делегації УД на мирних переговорах з РРФСР
6. Мазуренко Семен Петрович (1919), голова дипломатичної місії Директорії УНР в РРФСР
7. Мазуренко Юрій Петрович (1919), голова дипломатичної місії Радянської України в РРФСР
8. Труханович-Ходанович Олександр Дмитрович (1919—1921), заступник посла Грузії, уповноважений УНР
9. Полоз Михайло Миколайович (1921—1922), повноважний представник УСРР при Уряді РРФСР
10. Приходько Антон Терентійович (1922—1924), постійний представник Уряду УРСР при Уряді СРСР
11. Петровський Данило Іванович (1924—1929), постійний представник Уряду УРСР при Уряді СРСР
12. Сухомлин Кирило Васильович (1932), постійний представник Уряду УРСР при Уряді СРСР
13. Порайко Василь Іванович (1932—1935), постійний представник Уряду УРСР при Уряді СРСР
14. Поляков Василь Васильович (1935—1937), постійний представник Уряду УРСР при Уряді СРСР
15. Рожанський Павло Павлович (1942—1943), постійний представник Уряду УРСР при Уряді СРСР
16. Рудницький Петро Васильович (1944—1946), постійний представник Уряду УРСР при Уряді СРСР
17. Підгорний Микола Вікторович (1946—1950), постійний представник Уряду УРСР при Уряді СРСР
18. Онищенко Григорій Потапович (1950—1953), постійний представник Уряду УРСР при Уряді СРСР
19. Дудін Юрій Іванович (1953—1976), постійний представник Уряду УРСР при Уряді СРСР
20. Пічужкін Михайло Сергійович (1976—1991), постійний представник Уряду УРСР при Уряді СРСР
21. Федоров Володимир Григорович (1991), постійний представник Уряду УРСР при Уряді СРСР
22. Крижанівський Володимир Петрович (1991—1994), посол
23. Федоров Володимир Григорович (1995—1999), посол
24. Білоблоцький Микола Петрович (1999—2005), посол
25. Осаволюк Леонід Васильович (2005—2006) т.п.
26. Дьомін Олег Олексійович (2006—2008), посол
27. Грищенко Костянтин Іванович (2008—2010), посол
28. Герасимов Євген Олександрович (2010)[53] т.п.
29. Єльченко Володимир Юрійович (2010—2015), посол
30. Німчинський Руслан Михайлович (2015—2022) т.п.

## Румунія
1. Галіп Артем Васильович (1918)
2. Севрюк Олександр Олександрович (1918)
3. Ґалаґан Микола Михайлович (1918)
4. Дашкевич-Горбацький Володислав Володимирович (1918)
5. Гасенко Юрій (1919) т.п.
6. Мацієвич Костянтин Андріанович (1919—1923)
7. Сандуляк Леонтій Іванович (1992—1995), посол
8. Чалий Олександр Олександрович (1995—1998)
9. Харченко Ігор Юрійович (1998—2000)
10. Бутейко Антон Денисович (2000—2003)
11. Бауер Теофіл Йозефович (2004—2005)
12. Малько Юрій Феодосійович (2005—2008)
13. Рендюк Теофіл Георгійович (2005—2006, 2008 т.п.
14. Кулик Маркіян Зіновійович (2008—2011)
15. Котик Віорел Дмитрович (2011—2012) т.п.
16. Бауер Теофіл Йозефович (2012—2016)[54]
17. Рендюк Теофіл Георгійович (2016) т.п.
18. Левицький Євген Вікторович (2016—2017) т.п.
19. Баньков Олександр Сергійович (2017—2020)[55]
20. Прокопчук Ігор Васильович (2022-)

## Сан-Марино
1. Євтух Володимир Борисович (1997—1999)
2. Гудима Борис Миколайович (2000—2004)
3. Орел Анатолій Костянтинович (2004—2005)
4. Чернявський Георгій Володимирович (2005—2012)
5. Перелигін Євген Юрійович (2013—2020)
6. Мельник Ярослав Володимирович (2021-2025)[56][57]

## Сербія
1. Прокопович В'ячеслав Костянтинович (1919)
2. Примаченко Вадим Вікторович (1993—1995), генеральний консул
3. Примаченко Вадим Вікторович (1995—1996), т.п.
4. Примаченко Вадим Вікторович (1996—1998), посол
5. Фуркало Володимир Васильович (1998—2001)
6. Шостак Анатолій Миколайович (2001—2003)
7. Демченко Руслан Михайлович (2003—2005)
8. Олійник Анатолій Тимофійович (2005—2009)
9. Недопас Віктор Юрійович (2009—2013)
10. Кириченко Олександр Васильович (2013—2014) т.п.
11. Джигун Микола Валерійович (2014—2015) т.п.
12. Александрович Олександр Ярославович (2015—2021)[58]
13. Толкач Володимир Сергійович (2021-)

## Словаччина
1. Славинський Максим Антонович (1919)
2. Левицький Михайло Васильович (дипломат) (1921—1923)
3. Лубківський Роман Мар'янович (1992—1993)
4. Сардачук Петро Данилович (1993—1995)
5. Павличко Дмитро Васильович (1995—1998)
6. Рилач Юрій Олександрович (1998—2004)
7. Устич Сергій Іванович (2004—2005)
8. Огнівець Інна Василівна (2005—2010)
9. Холостенко Іван Іванович (2010) т.п.
10. Гаваші Олег Олодарович (2010[59]-2016[60]), посол
11. Мушка Юрій Юрійович (2016[61]—2022)
12. Кастран Мирослав Миронович (2022-)

## Словенія
1. Прокопович В'ячеслав Костянтинович (1919) Белград
2. Ткач Дмитро Іванович (1993—1997) Будапешт
3. Климпуш Орест Дмитрович (1998—2002) Будапешт
4. Гнатишин Іван Миколайович (2004—2006) Любляна
5. Єжов Станіслав Станіславович (2006—2007) т.п.
6. Примаченко Вадим Вікторович (2007—2011), посол
7. Фіялка Наталія Миколаївна (06.05.2011-30.07.2011) т.п.
8. Кириченко Микола Миколайович (30.07.2011-28.08.2015), посол
9. Бродович Михайло Франкович (28 серпня 2015[62] — 4 травня 2022), посол
10. Таран Андрій Васильович (4 травня 2022 — 21 грудня 2024), посол
11. Бешта Петро Петрович (з 21 грудня 2024), посол

## Угорщина
1. Яросевич Роман (1919)
2. Ґалаґан Микола Михайлович (1919—1920)
3. Сікевич Володимир Васильович (1920—1921)
4. Ткач Дмитро Іванович (1992—1997)
5. Климпуш Орест Дмитрович (1997—2002)
6. Дурдинець Василь Васильович (2002—2003)
7. Мушка Юрій Юрійович (2003—2006)
8. Ткач Дмитро Іванович (2006—2010)
9. Мушка Юрій Юрійович (2010—2014)
10. Непоп Любов Василівна (2016—2022)
11. Балог Іштван Арпадович (2022—2024) т.п.
12. Шандор Федір Федорович (2024-)

## Фінляндія
1. Лоський Костянтин Володимирович (1918—1919)
2. Залізняк Микола Кіндратович (1919)
3. Кедровський Володимир Іванович (1919—1920)
4. Сливенко Петро Павлович (1920—1922)
5. Масик Костянтин Іванович (1992—1997)
6. Подолєв Ігор Валентинович (1997—2001)
7. Сардачук Петро Данилович (2001—2003)
8. Майданник Олександр Іванович (2003—2007)
9. Дещиця Андрій Богданович (2007—2012)
10. Олефіров Андрій Володимирович (2014—2019)
11. Діброва Ольга Олександрівна (2020-2025)
12. Видойник Михайло Михайлович (2025-)

## Франція
1. Могилянський Микола Михайлович (1918)
2. Сидоренко Григорій Микитович (1919)
3. Тишкевич Михайло Станіславович (1920)
4. Шульгин Олександр Якович (1921)
5. Сліпченко Олександр Сергійович (1992)
6. Кочубей Юрій Миколайович (1992—1997)
7. Зленко Анатолій Максимович (1997—2000)
8. Йохна Віталій Антонович (2000—2003) т.п.
9. Сергєєв Юрій Анатолійович (2003—2007)
10. Тимошенко Костянтин Володимирович (2007—2010)
11. Купчишин Олександр Михайлович (2010—2014)
12. Кобзистий Олег Павлович (2014) т.п.
13. Шамшур Олег Владиславович (2014[63]—2020)
14. Омельченко Вадим Володимирович (2020-)

## Хорватія
1. Прокопович В'ячеслав Костянтинович (1919)
2. Шостак Анатолій Миколайович (1995—2001)
3. Олефіров Андрій Володимирович (2001) т.п.
4. Кирик Віктор Андрійович (2001—2006)
5. Лубківський Маркіян Романович (2006—2009)
6. Зайчук Борис Олександрович (2009—2010)
7. Левченко Олександр Михайлович (2010—2017)
8. Кирилич Василь Петрович (2019-донині)

## Чорногорія
1. Слюсаренко Оксана Олександрівна (2008—2014)[64]
2. Цибульник Володимир Володимирович (2014—2015) т.п.
3. Волкова Тетяна Вячеславівна (2015—2017) т.п.
4. Фіялка Наталія Миколаївна (2017—2022) т.п.[65][66]
5. Герасименко Олег Владиславович (з 2022)[67]

## Чехія
1. Славинський Максим Антонович (1919)
2. Левицький Михайло Васильович (1921—1923)
3. Лубківський Роман Мар'янович (1992—1995)
4. Озадовський Андрій Андрійович (1995—1999)
5. Устич Сергій Іванович (1999—2004)
6. Кулеба Іван Дмитрович (2004—2009)
7. Грицак Іван Юрійович (2009—2012)
8. Зайчук Борис Олександрович (2012-2016)
9. Перебийніс Євген Петрович (2017—2022)
10. Усатий Віталій Юрійович (2022—2024) т.п.
11. Зварич Василь Богданович (2024—)

## Швейцарія
1. Гасенко Юрій (1918)
2. Лукасевич Євмен Кирилович (1918—1919)
3. Василько Микола Миколайович (1919—1923)
4. Зенон Курбас (1923—1926)
5. Озадовський Андрій Андрійович (1992—1993) т.п.
6. Сліпченко Олександр Сергійович (1993—1997)
7. Ковальська Ніна Климівна (1998—2000)
8. Бершеда Євген Романович (2000—2003)
9. Станік Сюзанна Романівна (2003—2004)
10. Юхимович Остап Ігорович (2004—2008) т.п.
11. Дір Ігор Юрійович (2008—2014)
12. Юхимович Остап Ігорович (2014—2018) т.п.
13. Рибченко Артем Сергійович (2018—2022)[68]
14. Венедіктова Ірина Валентинівна (2022-)

## Швеція
1. Мужиловський Силуян Андрійович (1649)
2. Антонович Дмитро Володимирович (1918)
3. Баженов Борис Петрович (1918)
4. Лоський Костянтин Володимирович (1919—1921)
5. Масик Костянтин Іванович  (1992—1997)
6. Сагач Ігор Михайлович (1994—1997) т.п.
7. Подолєв Ігор Валентинович (1997—1999)
8. Назаров Георгій Павлович (1997—1999) т.п.
9. Сліпченко Олександр Сергійович (1999—2002)
10. Кожара Леонід Олександрович (2003—2004)
11. Данилейко Олександр Іванович (2004) т.п.
12. Терпицький Едуард Леонідович (2004—2007) т.п.
13. Пономаренко Анатолій Георгійович (2007—2008)
14. Перебийніс Євген Петрович (2008—2011)
15. Степанов Валерій Анатолійович (2011—2014)[69][70],
16. Целуйко Ігор Іванович (2014—2015) т.п.
17. Сагач Ігор Михайлович (2015—2019)[71]
18. Полуніна Олена Борисівна (2019—2020) т.п.
19. Плахотнюк Андрій Миколайович (2020—2025)[72][73]
20. Заліщук Світлана Петрівна (2025—)[74]